# Trichoptilium
Trichoptilium es un género monotípico de plantas con flores perteneciente a la familia de las asteráceas. Incluye una sola especie: Trichoptilium incisum A.Gray.

## Descripción
Es una planta nativa  de los desiertos de Sonora y Mojave en los Estados Unidos y México. Emergen de una roseta basal de hojas marcadamente dentadas y peludas con glándulas aceitosas.  Encima de cada tallo tiene una pequeña y redondeada flor de color amarillo brillante con la cabeza con solo disco floral. Cada cabeza es un botón semiesférico de un centímetro de diámetro.  El fruto es erizado con vilano.

## Taxonomía
Trichoptilium incisum fue descrita por Edward Lee Greene y publicado en Report on the United States and Mexican Boundary . . . Botany 2(1): 97. 1859.
Etimología
Trichoptilium: nombre genérico que proviene del griego y que alude a las cerdas plumosas del vilano.
incisum: epíteto del latín incisus que significa "profundamente cortado".
Sinonimia
- Psathyrotes incisa A.Gray[5]